# Staré Oldřůvky
Staré Oldřůvky (deutsch Altendorf), bis 1918 Stará Ves, ist ein Ortsteil der tschechischen Stadt Budišov nad Budišovkou in Nordmähren. 

## Geschichte
Altendorf hatte 1930 433 Einwohner, 1939 waren es 457. Der Ort war geprägt durch Landwirtschaft und Handwerk (z. B. Brettsäge und Mühle, Molkerei, Schmiede, Schuhmacher, Tischler).   
Nach dem Münchner Abkommen wurde Altendorf dem Deutschen Reich zugeschlagen und gehörte bis 1945 zum Landkreis Bärn.
Die nahezu sämtlich deutschsprachigen Bewohner wurden nach dem Zweiten Weltkrieg vertrieben. 
1945 erfolgte die Eingemeindung von Nové Oldřůvky, der Ortsteil wurde 1952 Teil des Truppenübungsplatzes Libavá. In dem Ort mit langer Bergbautradition wird nach kriegsbedingter Pause seit Beginn der 1970er Jahre wieder Schieferbergbau betrieben. 1976 wurde Staré Oldřůvky nach Budišov nad Budišovkou eingemeindet. 1991 hatte der Ort 199 Einwohner. Im Jahre 2001 bestand das Dorf aus 63 Wohnhäusern, in denen 183 Menschen lebten.